# 康德斯機槍
康德斯機槍( Cönders submachine gun )，是由奧古斯都·康德斯製作的原型衝鋒槍。

## 歷史
這把衝鋒槍是在第二次世界大戰末期由彈藥設計師兼工程師奧古斯都·康德斯作為一項獨立項目設計的。 戰後，只建造了一把原型槍，在不完整的狀態下被美軍俘獲，然後被送到阿伯丁試驗場進行維修和評估。 該武器目前存放在馬耳他的私人收藏中。

## 設計細節
康德斯機槍是一把由彈鏈供彈的反衝武器。 它的發射初速約為1000rpm，並從固定的撞針發射。 武器的原始皮帶蓋由兩個圓柱形部分組成，但在戰爭期間丟失了。 阿伯丁試驗場開發了一種替換皮帶套，該皮帶套以MG 42的皮帶套為模型。 

## 流行文化

### 電子遊戲
- 2021年—《應徵入伍》：作為德國金券武器解鎖。